# Абжа-сюр-Бандья
Абжа́-сюр-Бандья́ (до 1975 г. Абжат) (фр. Abjat-sur-Bandiat) — коммуна во Франции, находится в регионе Новая Аквитания. Департамент — Дордонь. Входит в состав кантона Ле-Перигор-вер-нонтронне. Округ коммуны — Нонтрон.
Код INSEE коммуны — 24001.

## География

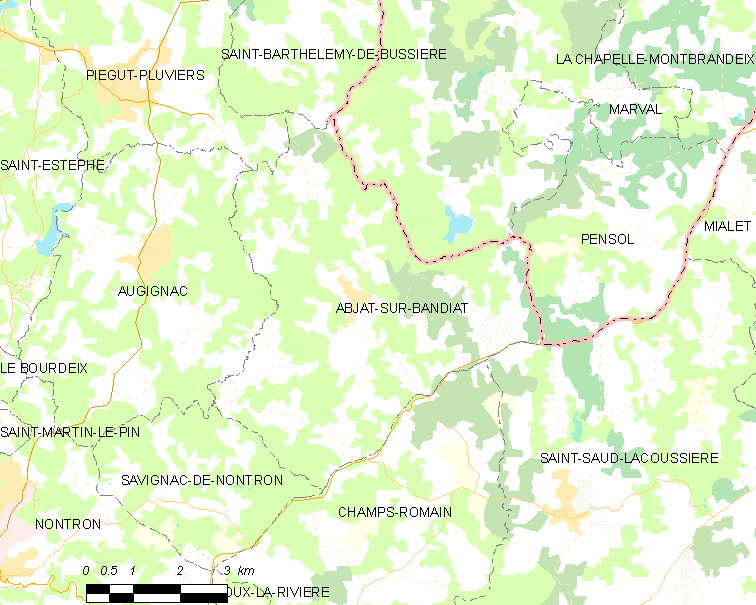
Карта коммуны

Коммуна расположена приблизительно в 390 км к югу от Парижа, в 135 км северо-восточнее Бордо, в 45 км к северу от Перигё.

### Климат
Климат умеренный океанический со средним уровнем осадков, которые выпадают преимущественно зимой. Лето здесь долгое и тёплое, однако также довольно влажное, здесь не бывает регулярных периодов летней засухи. Средняя температура января — 5 °C, июля — 18 °C. Изредка вследствие стечения неблагоприятных погодных условий может наблюдаться непродолжительная засуха или случаются поздние заморозки. Климат меняется очень часто, как в течение сезона, так и год от года.

## Население
Население коммуны на 2010 год составляло 650 человек.
| 1962 | 1968 | 1975 | 1982 | 1990 | 1999 | 2010 |
| ---- | ---- | ---- | ---- | ---- | ---- | ---- |
| 949  | 837  | 716  | 687  | 693  | 622  | 650  |

## Администрация
| Период | Период | Фамилия            | Партия       | Примечания      |
| ------ | ------ | ------------------ | ------------ | --------------- |
| 1971   | 2001   | Андре Морель       |              |                 |
| 2001   | 2014   | Жан-Клод Массьо    | беспартийный | пенсионер       |
| 2014   | 2020   | Жан-Пьер Вильшалан | беспартийный | страховой агент |

## Экономика
В 2010 году среди 366 человек трудоспособного возраста (15—64 лет) 234 были экономически активными, 132 — неактивными (показатель активности — 63,9 %, в 1999 году было 67,2 %). Из 234 активных жителей работали 209 человек (107 мужчин и 102 женщины), безработных было 25 (9 мужчин и 16 женщин). Среди 132 неактивных 21 человек были учениками или студентами, 88 — пенсионерами, 23 были неактивными по другим причинам.

## Достопримечательности
- Церковь Св. Андрея (XII век). Исторический памятник с 1994 года[6]
- Замок Гроспюи (XIII век)[7]
- «Озёрный замок» на берегу озера Бальран (XIX век)[8]

## Фотогалерея

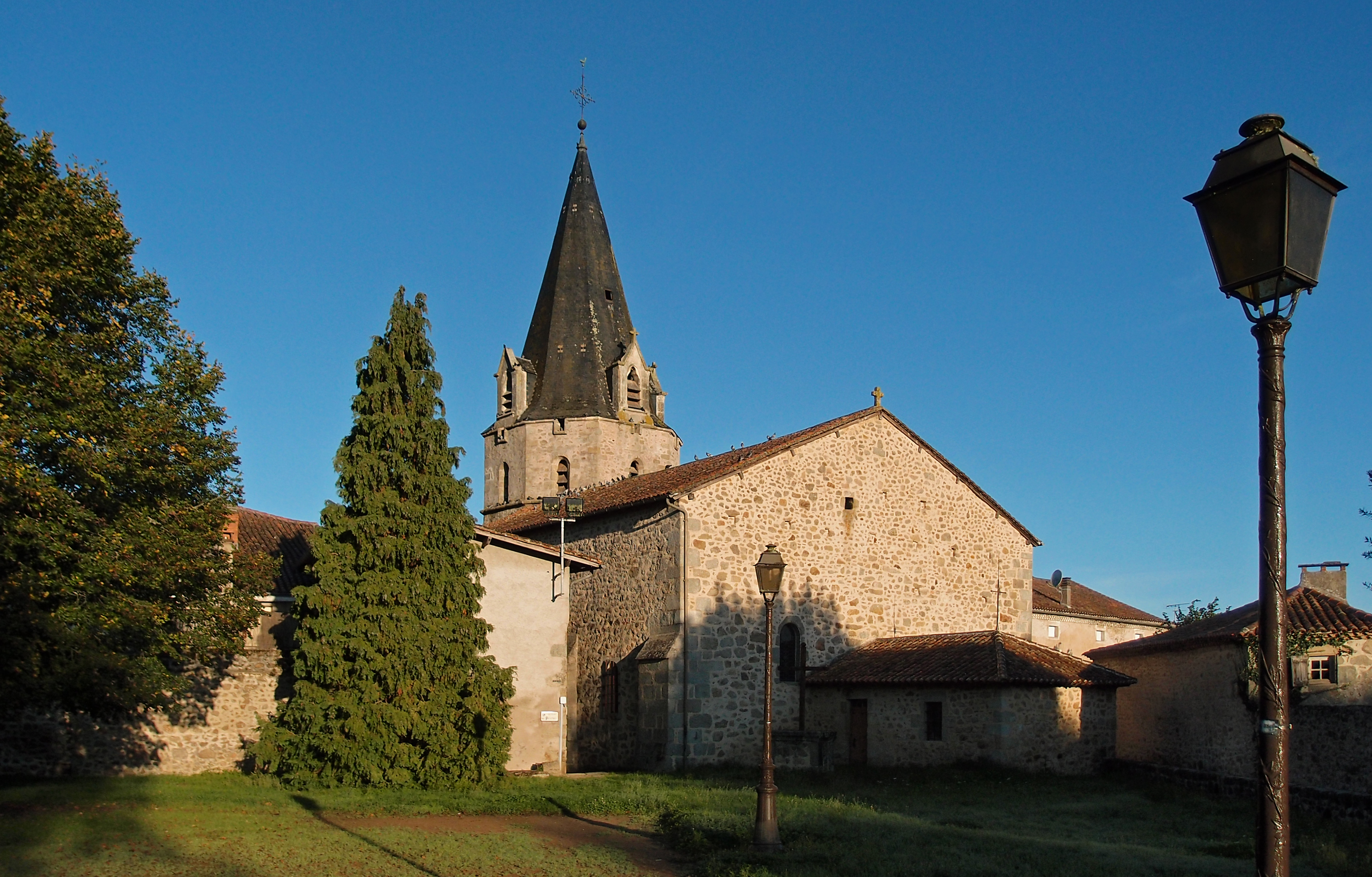
Церковь Св. Андрея
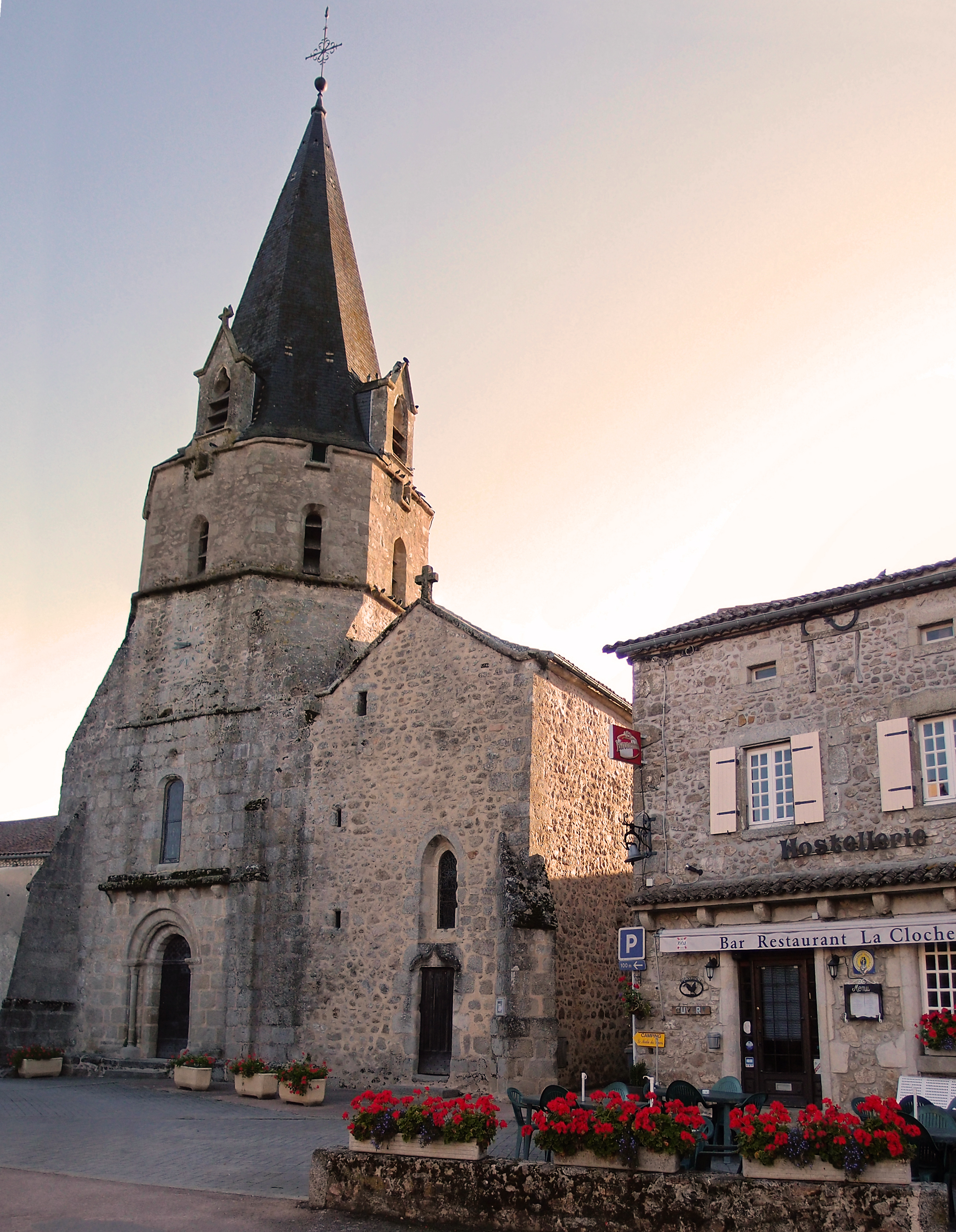
Церковь Св. Андрея
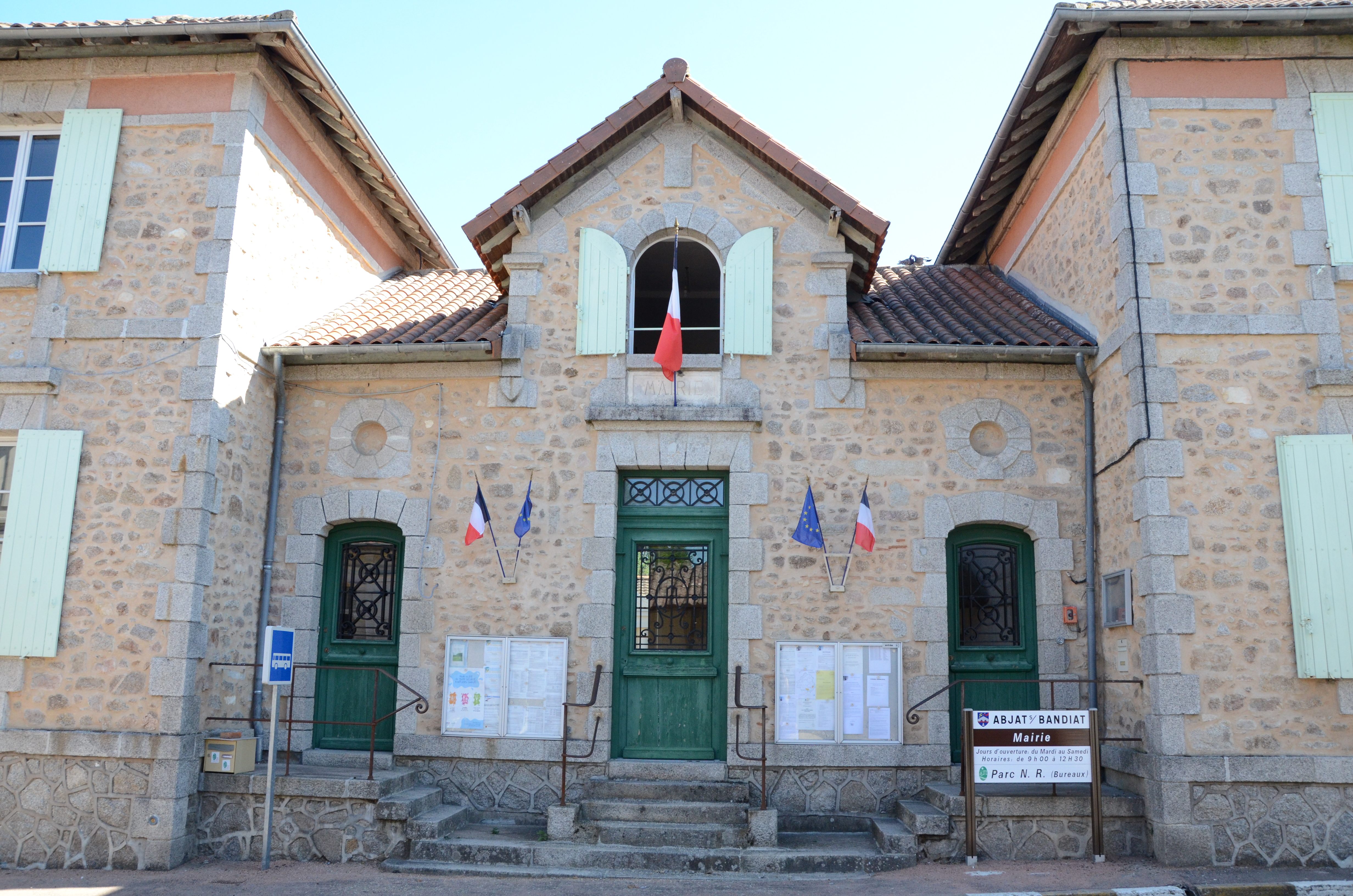
Мэрия
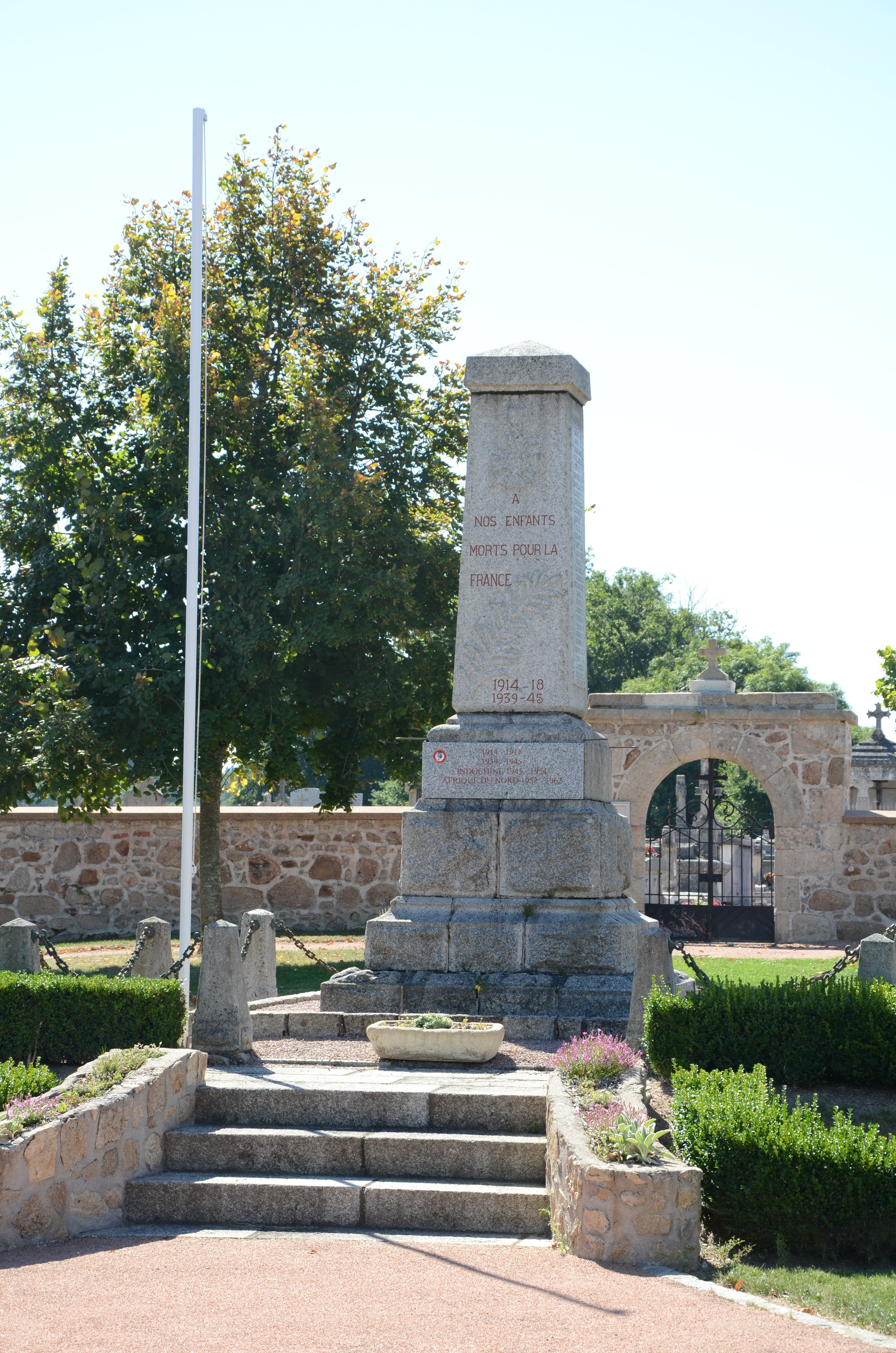
Военный мемориал
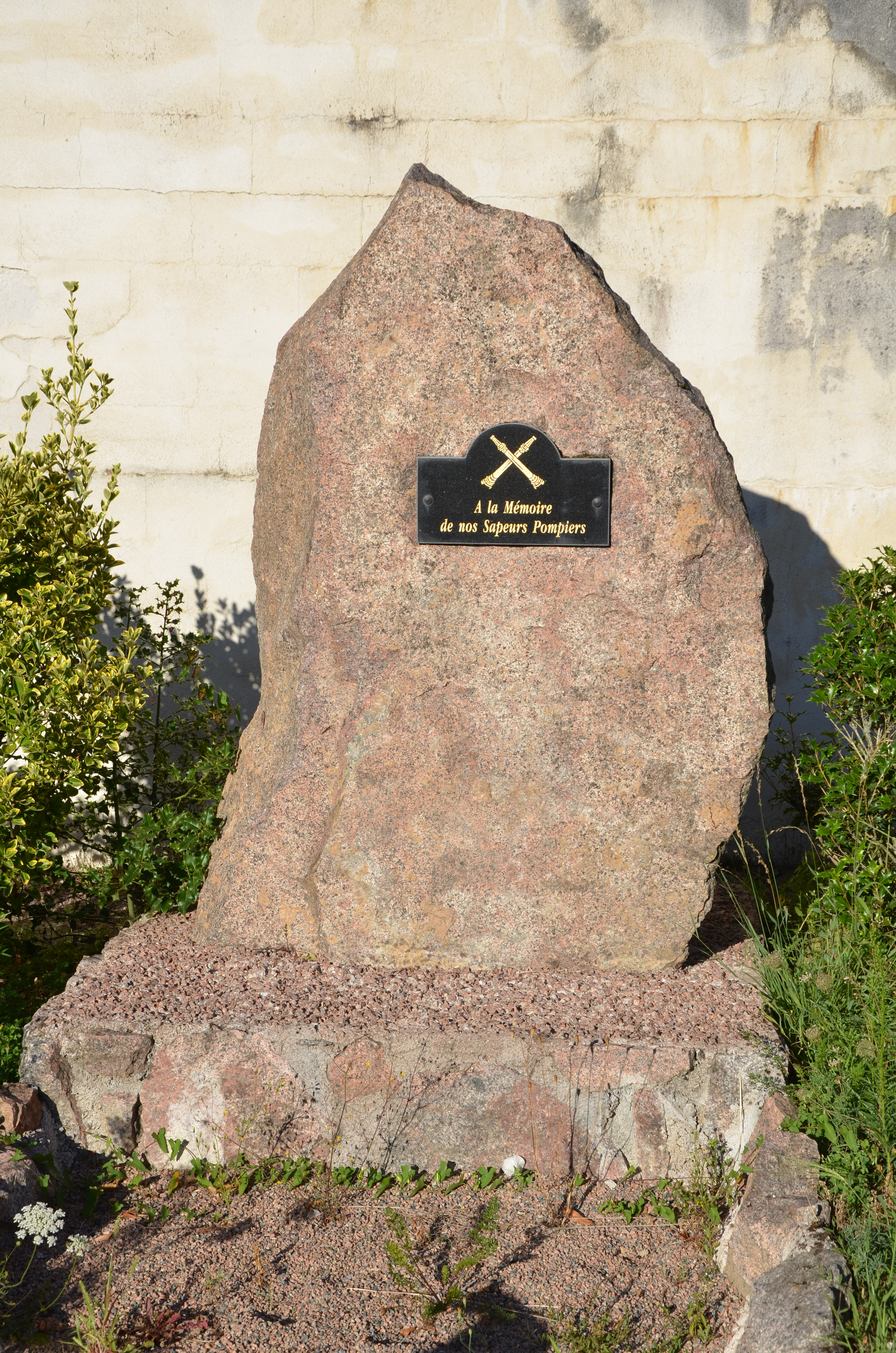
Памятник пожарным
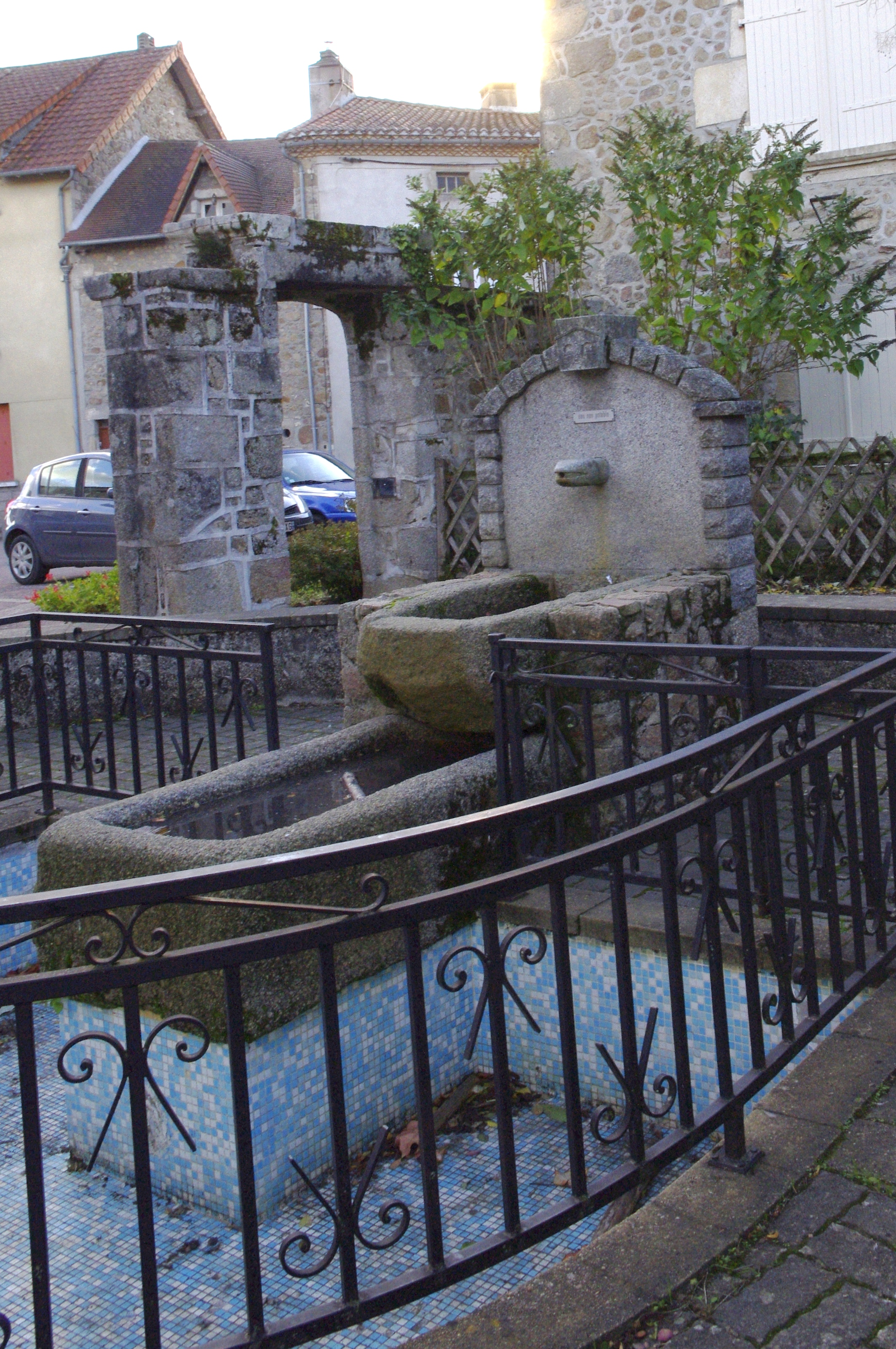
Фонтан